# José Mercé
José Soto Soto, conegut pel nom artístic de José Mercé (Jerez de la Frontera, Cadis, 1955), és un cantador de flamenc.
Va néixer al flamenc barri de Santiago de Jerez de la Frontera. De nen va cantar a l'Escolania de la Basílica de la Mercè del seu poble nadiu, d'on pren el seu nom artístic. Va començar a tretze anys cantant al tablao de Torres Bermejas. Posteriorment i fins al 1983 treballa a la companyia d'Antonio Gades. En aquesta etapa participa en les pel·lícules Bodas de sangre i Flamenco de Carlos Saura.
El disc Del amanecer... suposa un salt en la seva carrera, passant a ser el cantador flamenc més conegut pel gran públic. Ha venut fins avui més d'un milió de discos.

## Família
És el besnét del mestre de seguiriya del segle XIX Francisco Valencia, el sobrenom del qual era Paco la Luz. També és nebot de Manuel Soto Sordera, el patriarca del flamenc de Jerez.

## Producció
El jove Mercé es va convertir en un dels cantants més cotitzats per acompanyar la dansa, i ha treballat amb el Trío Madrid, format per Mario Maya, El Güito i Carmen Mora. Del 1973 al 1983 es va incorporar a la companyia d'Antonio Gades, amb la qual va viatjar per mig món.
També ha treballat amb els guitarristes Enrique De Melchor, Tomatito, Vicente Amigo i Moraito.

## Discografia
- Bandera de Andalucía (1968)
- Desnudando el Alma (1994)
- Del Amanecer… (1998)
- Caminos reales del cante (1999)
- Aire (2000)
- Cuerpo y Alma (2001)
- Recopilación. Verde junco y otros éxitos (2002)
- Lío (2002)
- Quebrando el Aire (2002)
- Verde junco & Hondas Raices (2004)
- Ruido (2010)
- Mi única llave (2012)
- Doy La Cara (2016)
- El Oripando (2022)

Artista col·laborador
- The Rough Guide to Flamenco (1997, World Music Network)

## Premis
- El 1986 va guanyar el Concurs Nacional d'Art Flamenc de Còrdova.
- L'any 2010 va rebre la Medalla de Andalusia pels seus mèrits com a cantant de flamenc.[2]
- El 2013 el disc de José Mercé Mi única llave va ser nominat als Grammy Latinos en la categoria "Millor Àlbum Flamenc".[2]